# Kungliga Amiralitetsvarvet i Kalmar

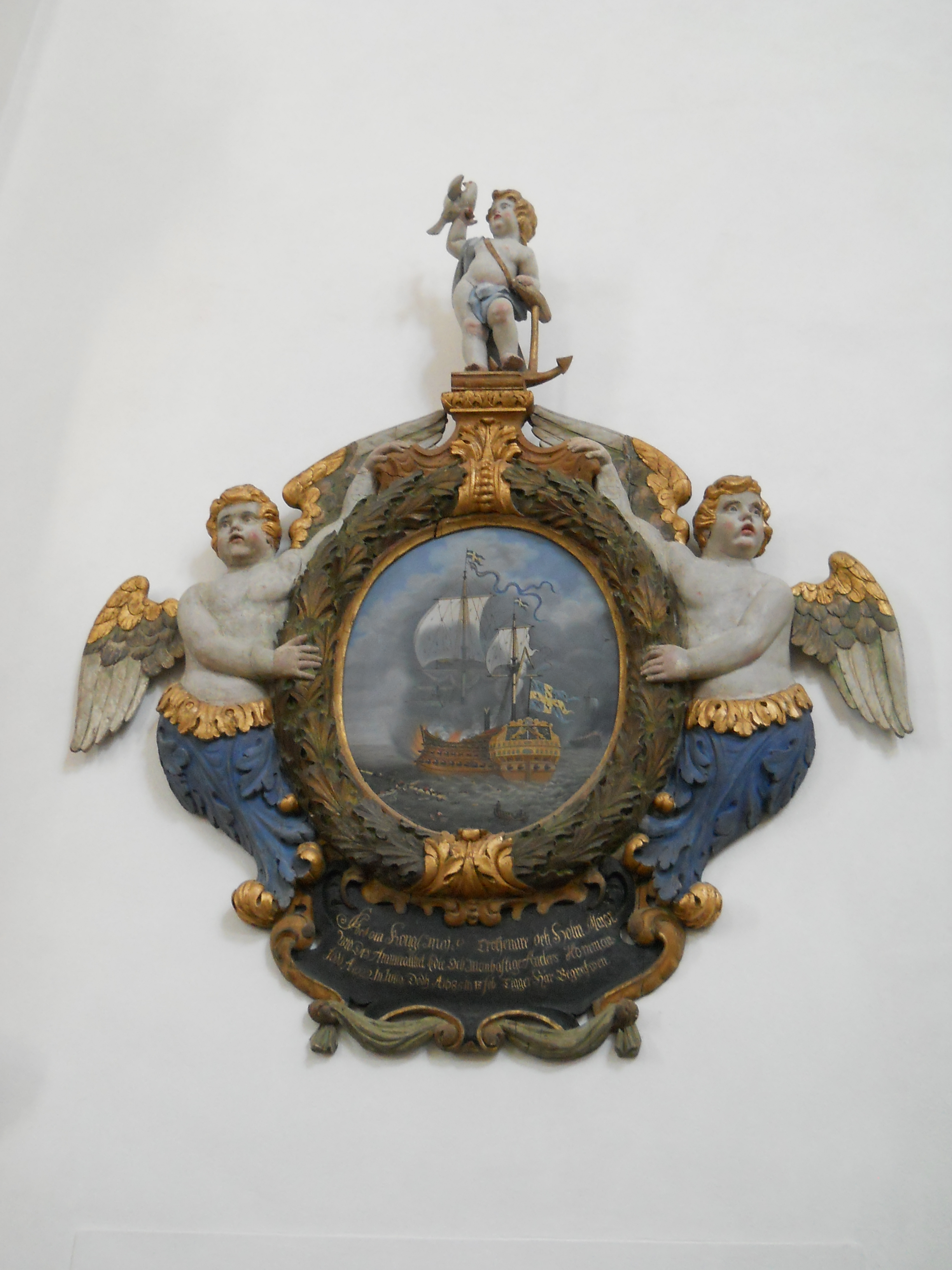
Epitafium över Anders Homman i Kalmar domkyrka

 Kungliga Amiralitetsvarvet i Kalmar, eller Kalmar skeppsgård, var ett örlogsvarv i Kalmar, som grundades 1679 efter beslut av kung Karl XI. Varvet i Kalmar låg på Stora och Lilla Knarrön (numera Varvsholmen respektive Laboratorieholmen). 
Fram till 1680 var Stockholms skeppsgård på Skeppsholmen det största varvet i Sverige. Det var en del av basen för Sveriges örlogsflotta. Örlogsbasen flyttades söderut för att undvika de hårdare isvintrarna norrut och förlades under en övergångsperiod i Kalmar, innan den nygrundade örlogsbasen i Karlskrona var helt färdigställd. Skeppsgården på Knarröarna var ett örlogsvarv som var i drift som ett interregnum mellan Stockholms skeppsgård och Amiralitetsvarvet i Karlskrona.
På Stora Knarrön uppfördes tre stapelbäddar för kölsträckning av stora skepp. På den bredvidliggande Lilla Knarrön byggdes de mindre fartygen. Det fanns kontor och bodar för smide och segelmakeri. På bara några år fälldes över 15 000 ekar runt Kalmar, och på Öland blev skogarna nära nog skövlade. Ett tusental män rekryterades från hela landet, inklusive från Österbotten i den finska riksdelen. Skeppsbyggmästare i Kalmar blev Gunnar Rooth, som kom från Göteborg, där han lett byggandet av handelsfartyg. Mellan 1684 och 1685 var krigshjälten från slaget vid Öland 1676 Anders Homman (död 1685) varvets chef, med titeln "holmmajor".
Under en tioårsperiod byggdes 16 krigsfartyg till den svenska örlogsflottan. Varvet var under denna period det största i Sverige.

## Prins Carl
Två av de byggda skeppen på Amiralitetsvarvet i Kalmar var nästan lika stora som det tidigare största svenska örlogsfartyget Regalskeppet Kronan, som förliste vid slaget vid Öland 1676. Det mest kända var Prins Carl, som inledningsvis skulle heta Wenden, men döptes till Sverige vid stapelavlöpningen den 26 augusti 1684. Hon döptes om till Göta Rike 1685, och döptes om igen 1694 till Prins Carl. Hon var ett första rangens skepp, ungefär 50 meter långt, 12,3 meter brett och med ett djupgående på 6,3 meter.